# Ligne de Kalâa Seghira à Sousse
La ligne de Kalâa Seghira à Sousse est une ligne de chemin de fer du centre de la Tunisie.